# We Got the Power
We Got the Power är en låt av svenska sångerskan Loreen släppt den 15 maj 2013. Låten skrevs av Ester Dean och Geoff Earley. Hon framförde låten under finalen i Eurovision Song Contest 2013. Låten ingick som den fjärde totalsingeln från återutgivningen av Loreens debutstudioalbum Heal.

## Musikvideo
En musikvideo hade premiär den 5 juni 2013 på Loreens officiella YouTube-kanal och regisserades av Loreen själv med Charli Ljung som filmfotograf. 